# Brujos de Zitlaltepec
Club Deportivo Zitlaltepec, besser bekannt als Brujos de Zitlaltepec, ist ein ehemaliger Fußballverein aus der zur Gemeinde Zumpango gehörenden Ortschaft San Juan Zitlaltepec im mexikanischen Bundesstaat México.

## Geschichte
Die erfolgreichste Epoche der Brujos (span. für Hexer) waren die späten 1980er und frühen 1990er Jahre. In der Saison 1989/90 gewann die Mannschaft die Meisterschaft der Tercera División und stieg in die seinerzeit noch zweitklassige Segunda División auf. In der zweiten Liga waren die Brujos nur eine Spielzeit vertreten und stiegen am Ende der Saison 1990/91 in die drittklassige Segunda División 'B' ab. In der darauffolgenden Saison 1991/92 waren sie Vizemeister dieser Liga. 

## Erfolge
- Meister der Tercera División: 1989/90
- Vizemeister der Segunda División 'B': 1991/92